# Ајкула 4: Освета
Ајкула 4: Освета (енгл. Jaws: The Revenge) амерички је хорор трилер филм из 1987. године, режисера и продуцента Џозефа Саргента, док су у главним улогама Лорејн Гери, Ленс Гест, Марио Ван Пиблз и Мајкл Кејн. Трећи је наставак филма Ајкула Стивена Спилберга, четврти је и последњи филм у истоименом серијалу. 
Ово је последњи биоскопски филм који је режирао Саргент, као и последњи филм у којем је глумила Лорејн Гери. Она се вратила из пензије како би се појавила у овом филму, први пут након њене улоге у филму 1941.
Радња се фокусира на сада удовицу, Елен Броди и њено убеђење да велика бела ајкула жели да се освети њеној породици, нарочито кад убије њеног сина и прати је на Бахаме. Филм је снимљен у Новој Енглеској и на Бахамима, а завршен је у Universal студију. Као и у прва два филма, Мартас Винјард је послужио као локација фиктивног острва Амити у уводној сцени.
Филм је у огромној мери критикован од стране филмских критичара. Док је продукција прва три филма трајала око две године за сваки филм, ово остварење је направљено за мање од девет месеци. Заменик продуцента и менаџер продукције, Френк Баур, је изјавио да је снимање овог филма било најбрже извршено снимање великог филма које је видео у својој 35-годишњој каријери менаџера продукције.

## Радња
Елен Броди још увек живи у острвском градићу Амити, а њени синови Шон и Мајкл више не раде у Морском свету. Раније је Еленин супруг, Мартин, преминуо од срчаног удара, који је изазвао страх од ајкула. Шон је сада заменик начелника полиције у Амитију. Једне ноћи у време божићних празника, Шона позивају да дође до бове, а када се он појави, велика бела ајкула га убија. Кад за то чује Мајкл, који студира морску биологију, он одлази у посету својој мајци са својом супругом Карлом и петогодишњом ћерком Тијом. Елен жели да побегне из Амитија и одлучује да проведе Божић са Мајклом, Карлом и Тијом у њиховој кући на Бахамима. У авиону, они упознају пилота, Хоугија Њукомба, који почиње да се набацује Елен. Мајкл и његов пријатељ са факултета, Џејк, одлазе да плове, када их напада иста ајкула која је убила Шона. Њих двојица покушавају да је означе, како би могли да је прате. Након тога, Тија и њене другарице одлазе на вожњу „бананом”, али их иста ајкула напада и убија једну жену. Тија остаје у шоку, али чини се да ће бити добро. Карла је љута на Мајкла што јој није рекао да је у њиховој близини ајкула. Мајкл и Џејк је нису спомињали, јер нису хтели да узнемире Елен и покваре јој посету. Елен верује да ајкула прати њену породицу и да је хтела да убије Тију, а не другу жену. Она одлучује да пронађе ајкулу и убије је.

## Улоге
| Глумац                      | Улога        |
| --------------------------- | ------------ |
| Лорејн Гери                 | Елен Броди   |
| Ленс Гест                   | Мајкл Броди  |
| Марио Ван Пиблз             | Џејк         |
| Карен Јанг                  | Карла Броди  |
| Џудит Барси                 | Тија Броди   |
| Мајкл Кејн                  | Хоуги Њукомб |
| Лин Витфилд                 | Луиса        |
| Мичел Андерсон              | Шон Броди    |
| Рој Шајдер (архивни снимци) | Мартин Броди |